# Décès en 1237
Décès
- 1233
- 1234
- 1235
- 1236
- 1237
- 1238
- 1239
- 1240
- 1241

Cette page dresse une liste de personnalités mortes au cours de l'année 1237 :
- 24 janvier : Barthélemy de Roye, Grand chambrier de France sous Philippe II Auguste.
- 2 février : Jeanne d'Angleterre, princesse de Gwynedd et fille légitimée du roi Jean d'Angleterre.
- 14 mars : Guigues VI de Viennois, comte d'Albon et du Viennois.
- 16 mars : Gudhmundr Arason, évêque de Hólar (Islande) en exil en Norvège.
- 27 mars : Jean de Brienne, roi de Jérusalem puis empereur latin de Constantinople.
- 5 mai : Fujiwara no Ietaka, courtisan et poète japonais de la fin de l'époque de Heian.
- 21 mai : Olaf II de Man, roi de l'Île de Man.
- début juin : John le Scot, lord de Garioch (en Écosse), comte de Huntingdon puis 7e comte de Chester (en Angleterre) est un prince écossais, héritier présomptif du trône d'Écosse.
- 5 juin : Eckbert von Andechs-Meranien, évêque de Bamberg.
- 7 août : François Cassard, archevêque de Tours, cardinal-prêtre de Ss. Silvestro e Marino ai Monti.
- 31 août : Huijong, 21e roi de Goryeo.
- 28 septembre : Jean Halgrin, archevêque de Besançon, patriarche latin de Constantinople, cardinal-évêque de Sabina.

- Al-Ashraf, ou Al-Ashraf Musa Abu'l-Fath al-Muzaffar ad-Din, sultan ayyoubide de Harran et Damas.
- Guillaume IV de Sillé, seigneur de Sillé.
- Jourdain de Saxe,  religieux allemand, membre de l'ordre des Prêcheurs et maître de ce même ordre.
- Kay Qubadh Ier, sultan seldjoukide de Rum.
- Shunten, roi des îles Ryūkyū.

## Crédit d'auteurs
- Cet article est partiellement ou en totalité issu de l'article intitulé « 1237 » (voir la liste des auteurs).